# Christopher Simpson
Pour l’article homonyme, voir Christopher Simpson (auteur).
Christopher Simpson (entre 1602 et 1606 - 29 juillet 1669) est un musicien et compositeur anglais, particulièrement associé avec la musique pour viole de gambe.

## Biographie
Probablement né entre 1602 et 1606, à Egton (Yorkshire du Nord), Christopher Simpson était le fils aîné de Christopher Sympson, un cordonnier qui aurait également été directeur d'une compagnie de théâtre sous le patronage de riches catholiques du Yorkshire. On pense que Sympson père aurait préféré se présenter dans les documents officiels comme un simple artisan plutôt que comme un sympathisant catholique à une époque où les catholiques étaient durement persécutés en Angleterre.
Simpson combat pendant la Première révolution anglaise, du côté des Cavaliers (royalistes) et, en 1642, est quartier-maître dans l'armée du William Cavendish, comte (et plus tard duc) de Newcastle. Après le siège de York, Simpson se réfugie au manoir de Sir Robert Bolles (1619–1663), à Scampton (Lincolnshire), où Bolles l'emploie comme musicien et tuteur de son fils John.
Simpson restera attaché à la maison des Bolles (soit dans le Lincolnshire, soit dans leur résidence de Londres) pour le reste de sa vie. Son testament, rédigé le 5 mai 1669, est ouvert à Londres le 29 juillet 1669.
Dix ans auparavant, en 1659, Christopher Simpson publie The Division Viol, or the Art of Playing upon a Ground, un recueil d'instructions pratiques sur le jeu de la viole de gambe. La deuxième édition, parue en 1665, offre un texte en latin en regard du texte anglais, permettant ainsi à l'ouvrage d'être diffusé en Angleterre comme en Europe continentale. Jusqu'à soixante ans après la mort de son auteur, The Division Viol était encore réimprimé et, au XXe siècle, avec le renouveau de la musique ancienne et le regain d'intérêt pour la viole, le livre de Simpson a été lu avec un intérêt renouvelé par ceux qui cherchaient à redécouvrir la technique pour jouer adéquatement de l'instrument. Un portrait de Simpson se trouve dans The Division Viol. Il apparaît coiffé d'un chapeau dans la première édition, mais tête nue dans les éditions ultérieures. Des illustrations contenues dans le volume donnent de précieuses indications sur certaines des techniques caractéristiques du jeu de la viole. Par exemple, il est clair que l'archet est tenu par en dessous (avec la paume vers le haut), contrairement à la technique utilisée pour le violoncelle ou le violon moderne.
Simpson a publié en 1665 un petit guide de la composition musicale, The Principles of Practical Musick, développé dans un volume plus important, A Compendium of Practical Musick, paru en 1667.
Toutes les compositions de Christopher Simpson qui nous sont parvenues sont destinées à des ensembles de violes ou à la viole seule. Très peu ont été imprimées de son vivant, à l'exception de celles incluses comme exemples dans ses livres. Certaines compositions ont par ailleurs survécu sous forme manuscrite. Ainsi en est-il de deux séries de fantaisies intitulées The Monthes (sic) et The Seasons, qui se composent toutes deux d'un dessus et de deux parties de viole de basse, avec continuo.

## Discographie
- La Gamba : Simpson, préludes et Ground et Diego Ortiz - Mika Suihkonen, viole de gambe ; Ballo della Battalia (21-24 novembre 2009, Alba ABCD301)
- The Four Seasons - Hille Perl, The Sirius Viols (4-7 décembre 2015, DHM 88875190982)